# Arenigena marcida
Arenigena marcida är en tvåvingeart som först beskrevs av Daniel William Coquillett 1893.  Arenigena marcida ingår i släktet Arenigena och familjen stilettflugor.
Artens utbredningsområde är Kalifornien. Inga underarter finns listade.